# 費達歷西亞足球會
費達歷西亞足球會（FC Fredericia）是一支位於丹麥腓特烈西亞的職業足球會，目前於丹麥足球甲級聯賽 角逐。

## 外部連結
- Official website （页面存档备份，存于）